# Oscar Piastri
Oscar Piastri (Melbourne, 6 d'abril de 2001) és un pilot d'automobilisme australià que competeix actualment a la Fórmula 1 per l'equip McLaren.
El pilot australià, en tres anys consecutius, va aconseguir ser campió de les competicions en què va competir: Campionat de Fórmula Renault el 2019, FIA Fórmula 3 el 2020 i Fórmula 2 el 2021. El pilot forma part de l'acadèmia de pilots de Renault des del 2020 i el seu empresari és el seu compatriota i expilot de Fórmula 1, Mark Webber.

## Trajectòria
Nascut a Melbourne, Austràlia, Oscar comença la seva carrera en l'automobilisme als deu anys, quan va començar a competir en els Karts, el 2014, comença a disputar els campionats de Kart, on obté bons resultats, i en els dos anys següents, va competir en sòl europeu.

### Fórmula 4
A finals del 2016, comença a competir en monoplaces, competint al campionat de Fórmula 4 dels Emirats, on acaba en sisena posició de la classificació general.
El 2017, competeix a la Fórmula 4 britànica amb l'equip Arden, on és subcampió, amb 6 victòries i 13 podis.

### Fórmula Renault Britànica
El 2018, debuta en la Fórmula Renault amb la mateixa equip de la F4 Britànica, i en aquesta temporada, Piastri aconsegueix 3 podis, amb el segon lloc a Hockenheim com el seu més destacat.
El 2019 passa a R-ace GP, l'equip campió de la temporada anterior i funciona molt bé, ja que aconsegueix 7 victòries, 11 podis i al final es converteix en campió, el primer de tres títols consecutius.

### Fórmula 3 i Fórmula 2

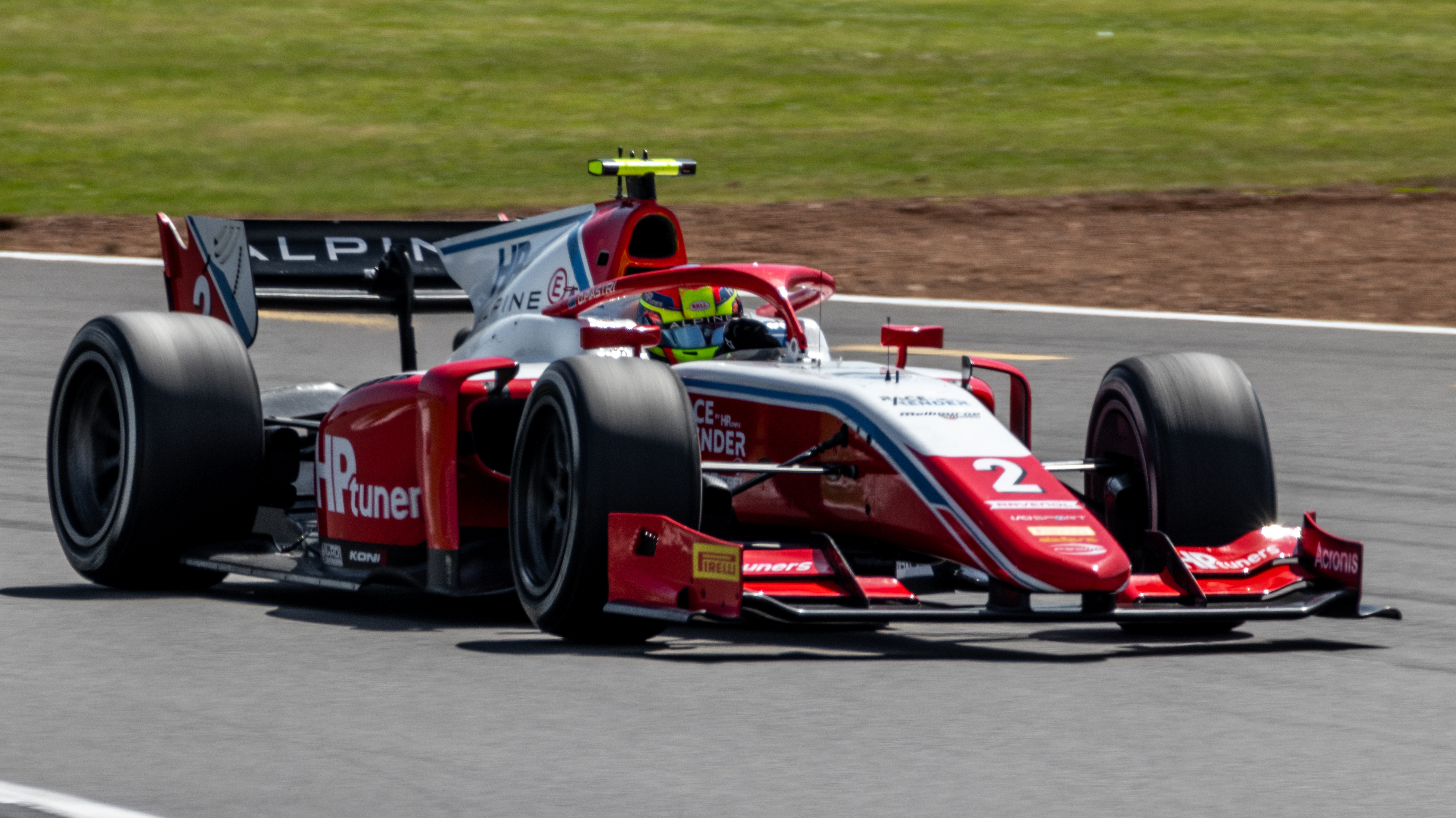
Oscar disputant la Fórmula 2 a Silverstone (2021).

El 2018, en la GP3 Series fins aleshores, Oscar fa les proves de la posttemporada per a Trident, i el 2020, sota el nom de FIA Formula 3, l'Oscar corre a la categoria, per a l'equip italià Prema Racing, a la carrera inicial, per a la ronda 1 de Spielberg, el pilot guanya, començant bé la temporada. Durant el campionat, Oscar puja al podi cinc vegades més, amb dret a una victòria, i la seva consistència al final de la temporada li atorga el títol de campionat, amb una diferència de tres punts respecte al subcampió Théo Pourchaire.
L'any següent, Oscar corre a la Fórmula 2, continuant per a l'equip de Grisignano, i a la ronda inicial, a Sakhir, el pilot guanya la segona cursa i pels bons resultats, amb quatre podis en les deu curses següents, Oscar s'emporta el líder del campionat, i durant aquest període com a líder, va guanyar cinc curses més, va aconseguir cinc pole positions i finalment es va convertir en campió del món, guanyant l'últim de tres títols consecutius i superant al favorit del títol Guanyu Zhou, que s'incorporarà a la Fórmula 1 l'any següent.

## Fórmula 1

### McLaren (2023-)
Al dia 2 de setembre del 2022, durant la setmana del GP d'Holanda, l'escuderia anglesa McLaren confirma que Oscar Piastri correrà per a l'equip en la temporada 2023 al costat de Lando Norris i en substituint el seu compatriota Daniel Ricciardo.

## Resum de carrera
| Temporada | Categoria                            | Equip               | Curses            | Victòries         | Poles             | VR                | Podis             | Punts             | Pos.            |
| --------- | ------------------------------------ | ------------------- | ----------------- | ----------------- | ----------------- | ----------------- | ----------------- | ----------------- | --------------- |
| 2016-17   | Campionat del EAU de Fórmula 4       | Dragon F4           | 11                | 0                 | 0                 | 0                 | 2                 | 94                | 6è              |
| 2017      | Fórmula 4 Britànica                  | Arden International | 30                | 6                 | 6                 | 5                 | 13                | 376.5             | 2n              |
| 2018      | Eurocopa de Fórmula Renault          | Arden International | 20                | 0                 | 0                 | 0                 | 3                 | 110               | 8è              |
| 2018      | Copa nord-europea de Fórmula Renault | Arden International | 8                 | 0                 | 0                 | 0                 | 0                 | 0                 | NC†             |
| 2019      | Eurocopa de Fórmula Renault          | R-ace GP            | 19                | 7                 | 5                 | 6                 | 11                | 320               | 1r              |
| 2020      | FIA Fórmula 3                        | Prema Racing        | 18                | 2                 | 0                 | 4                 | 6                 | 164               | 1r              |
| 2021      | FIA Fórmula 2                        | Prema Racing        | 23                | 6                 | 5                 | 6                 | 11                | 252               | 1r              |
| 2021      | Fórmula 1                            | Alpine F1 Team      | Pilot de proves   | Pilot de proves   | Pilot de proves   | Pilot de proves   | Pilot de proves   | Pilot de proves   | Pilot de proves |
| 2022      | Fórmula 1                            | Alpine F1 Team      | Pilot de proves   | Pilot de proves   | Pilot de proves   | Pilot de proves   | Pilot de proves   | Pilot de proves   | Pilot de proves |
| 2022      | Fórmula 1                            | McLaren F1 Team     | Pilot de proves   | Pilot de proves   | Pilot de proves   | Pilot de proves   | Pilot de proves   | Pilot de proves   | Pilot de proves |
| 2023      | Fórmula 1                            | 22                  | 0                 | 0                 | 2                 | 2                 | 97                | 9è                |                 |
| 2024      | Fórmula 1                            | Temporada en curs   | Temporada en curs | Temporada en curs | Temporada en curs | Temporada en curs | Temporada en curs | Temporada en curs |                 |
| Font:     |                                      |                     |                   |                   |                   |                   |                   |                   |                 |

- † Piastri fou pilot convidat, per tant no va ser apte per sumar punts.

## Resultats

### Fórmula 2
(Clau) (negreta indica pole position) (cursiva indica volta ràpida)
| Any  | Equip           | 1         | 2         | 3           | 4         | 5         | 6         | 7           | 8         | 9         | 10        | 11        | 12        | 13        | 14        | 15        | 16        | 17        | 18        | 19        | 20        | 21         | 22        | 23          | 24        | Pos. | Punts |
| ---- | --------------- | --------- | --------- | ----------- | --------- | --------- | --------- | ----------- | --------- | --------- | --------- | --------- | --------- | --------- | --------- | --------- | --------- | --------- | --------- | --------- | --------- | ---------- | --------- | ----------- | --------- | ---- | ----- |
| 2021 | Prema Powerteam | BHR SP1 5 | BHR SP2 1 | BHR FEA 19† | MON SP1 8 | MON SP2 2 | MON FEA 2 | BAK SP1 Ret | BAK SP2 8 | BAK FEA 2 | SIL SP1 6 | SIL SP2 4 | SIL FEA 3 | MNZ SP1 4 | MNZ SP2 7 | MNZ FEA 1 | SOX SP1 9 | SOX SP2 C | SOX FEA 1 | JID SP1 8 | JID SP2 1 | JID FEA 1‡ | YMC SP1 3 | YMC SP2 Ret | YMC FEA 1 | 1r   | 252.5 |

- † El pilot no va acabar el Gran Premi, però es va classificar al completar el 90% de la distancia total.
- ‡ Meitat dels punts van ser atorgats amb menys del 75% de la distància de la cursa.